# Josie Baff
Josie Baff, née le 25 janvier 2003, est une snowboardeuse australienne spécialisée dans les épreuves de cross.

## Palmarès

### Championnats du monde
- Championnats du monde 2023 à Bakuriani (Géorgie) :
  -  Médaille d'argent en cross.

### Coupe du monde de snowboard
- 12 podiums dont 2 victoires.

#### Détails des victoires en Coupe du monde
| Épreuve / Édition | Snowboard Cross                 |
| ----------------- | ------------------------------- |
| 2022-2023         | Les Deux Alpes Mont Sainte-Anne |

### Jeux olympiques de la jeunesse
- Médaille d'or en cross aux Jeux olympiques de la jeunesse d'hiver de 2020